# الا هندرسون
الا هندرسون (انگلیسی: Ella Henderson؛ زادهٔ ۱۲ ژانویهٔ ۱۹۹۶) یک موسیقی‌دان اهل بریتانیا است. وی از سال ۲۰۱۲ میلادی تاکنون مشغول فعالیت بوده‌است. ترانه شبح توسط وی بسیار مشهور است.